# هانز ثيل
هانز ثيل مواليد 2 فبراير 1984 في بوراكاي، الفلبين، هو لاعب كرة سلة فلبيني. بدأ مسيرته الاحترافية في سنة 2010. يحمل الرقم 28. يبلغ طوله 6 قدم 5 بوصة (2.0 م).

## المسيرة الاحترافية
لعب مع ميرالكو بولتز في موسم 2010–2011، ثم لعب مع ألاسكا أيسز في موسم 2011–2012، ثم لعب مع باراكو بول إنرجي في موسم 2013–2014.